# Židovský hřbitov v Bečově nad Teplou
Židovský hřbitov v Bečově nad Teplou vznikl v 17. století a během druhé světové války byl zničen. V roce 2010 při archeologickém průzkumu nádvoří bývalého Horního Gängerova mlýna byly objeveny pozůstatky náhrobků ze židovského hřbitova. Část byla vrácena na místo původního židovského hřbitova.

## Historie
První zmínky o bečovské židovské komunitě pocházejí ze 14. století, kdy za vlády Jana Lucemburského odváděli králi daň. Další zmínka je z roku 1570, kdy jsou ve městě Bečově nad Teplou uváděni tři dospělí muži. Na přelomu 16. a 17. století bylo vykazováno deset rodin a v roce 1793 zde žilo čtyřicet rodin čítajících 187 osob. Židovské ghetto se synagogou a obytnými domy, obchody a dílnami bylo situováno na západním okraji města za měšťanskými domy ve svahu nad řekou Teplou.

## Hřbitov
Něž byl založen židovský hřbitov v Bečově nad Teplou byli zemřelí odváženi na židovské hřbitovy v Kynšperku nad Ohří, Krásné Lípě nebo Kynžvartu. Židovský hřbitov v Bečově nad Teplou byl založen na protilehlém svahu naproti ghetta, na území obtížně využitelném jiným způsobem, na území zaniklé výsypky důlní štoly u silnice na Mnichov. První písemná zmínka o židovském hřbitově pochází z roku 1662. V roce 1859 byl hřbitov rozšířen východním směrem. Podle dobové fotografie z roku 1880 měl hřbitov půdorys trojúhelníku. Po jeho zvětšení vyplnil celou plochu cípu mezi silnicí na Mnichov a odbočky silnice na Novou Ves, která stoupala strmě do svahu. Židovský hřbitov byl obehnán kamennou zdí s branku na východní straně. Předpokládá se, že pískovcové náhrobky otočené nápisem na východ byly postaveny v řadách, které stoupaly do svahu. Hřbitov byl židovskou náboženskou komunitou využíván až do roku 1938 a byl zcela zaplněn, odhaduje se, že zde bylo na 300 pískovcových náhrobků. Během druhé světové byl hřbitov nacisty zničen. Náhrobní kameny byly povaleny a porozhazovány po ploše hřbitova. Během druhé světové války pak ruští zajatci sbírali a vytrhávali náhrobky, které byly odváženy po okolí k stavebním účelům. Část kamenů odvezl mlynář František Marz, mlynář Horního Gängerova mlýna ve Vodné. Náhrobní kameny osekal (zbavil horního zaoblení se jménem zemřelého) a vydláždil jimi dvůr mlýna. Po druhé světové válce mlýn zanikl jeho ruiny byly zbourány v šedesátých letech 20. století. Při bourání byly náhrobky ponechány bez povšimnutí v zemi a zahrnuty sutinou. V roce 2010 byl zahájen záchranný archeologický výzkum na popud nového majitele pozemku a společnosti Matana, která zastupovala Federaci židovských obcí. V roce 2011 byly náhrobní kameny odkryty a  ze dvora vyzvednuto 156 náhrobků a jejich zlomků. Mezi nejstarší nalezené náhrobky patří náhrobek nesoucí datum 3. dubna 1743 a 31. března 1844.
| Ráchel Stowasserová        | Ráchel Stowasserová | Ráchel Stowasserová |
| -------------------------- | ------------------- | --- |
| náhrobek č. 201            |                     | 1. V neděli 13. ijaru [roku] 592 dle malého počtu, 2. sem uložili 3. ženu statečnou a vzácnou Ráchel, manželku 4. našeho učitele, pana Šimona Štowasera. Jeho památka budiž požehnáním. 5. Milodary rozdávala jako Abígail, 6. Okusila jak dobrá je její mzda. Ctnostná byla 7. jako Debora jejíž činy byly 8. příjemné. Ctnostná a uvnitř jako dcera královská, to byla moudrá žena Ráchel. 9. Její duše vystoupala na výšiny --- 10. Chodila po cestě přímé a zákony [Hospodinovy] 11. dodržovala. [Patřila do svaté obce] v Bečově 12. Nechť je její duše spojena do svazku živých. |
|                            |                     | |
| Náhrobky č. 346, 245 a 344 |                     | Tři vzájemně podobné pískovcové náhrobky nalezené na dvoře mlýna. Text (epitaf) je rámovaný sloupky s reliéfy Aeskulapova hada, který otáčí dolů skloněnou pochodeň, znamení smutku a protikladu života. Náhrobky zřejmě náležely vystudovaným lékařům, léčitelům nebo ranhojičům. |
| Zdroj                      |                     | |

V roce 2015 byla zahájena obnova původního židovského hřbitova. Po restaurování bylo 144 náhrobků postupně osazeno v místě původního hřbitova u bečovského nádraží při silnici do Nové Vsi. Na hřbitov byly navráceny tři náhrobky, které byly na bečovském zámku a další z obřadní síně karlovarského židovského hřbitova.

## Galerie

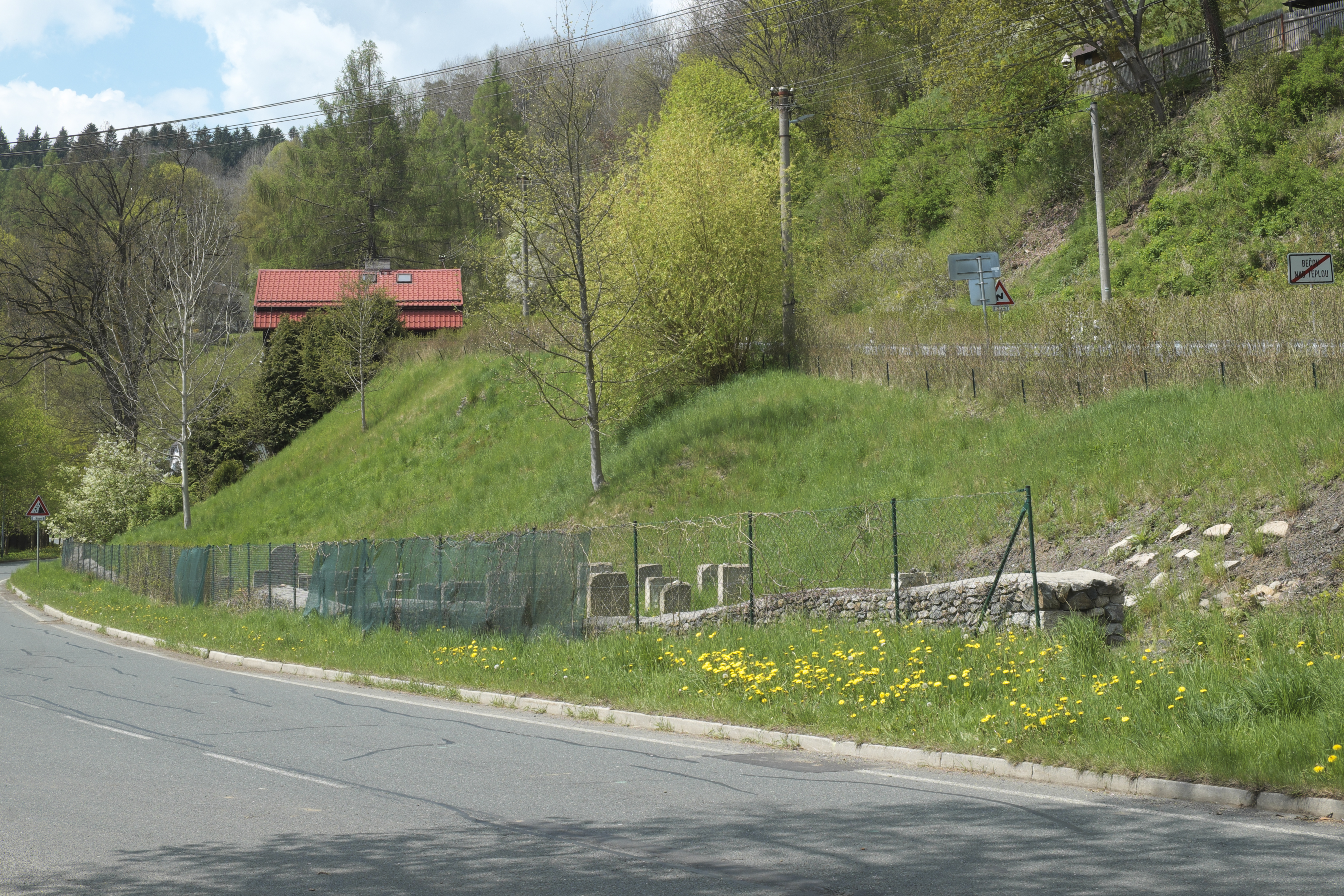
Cíp obnoveného židovského hřbitova mezi silnicemi v Bečově nad Teplou
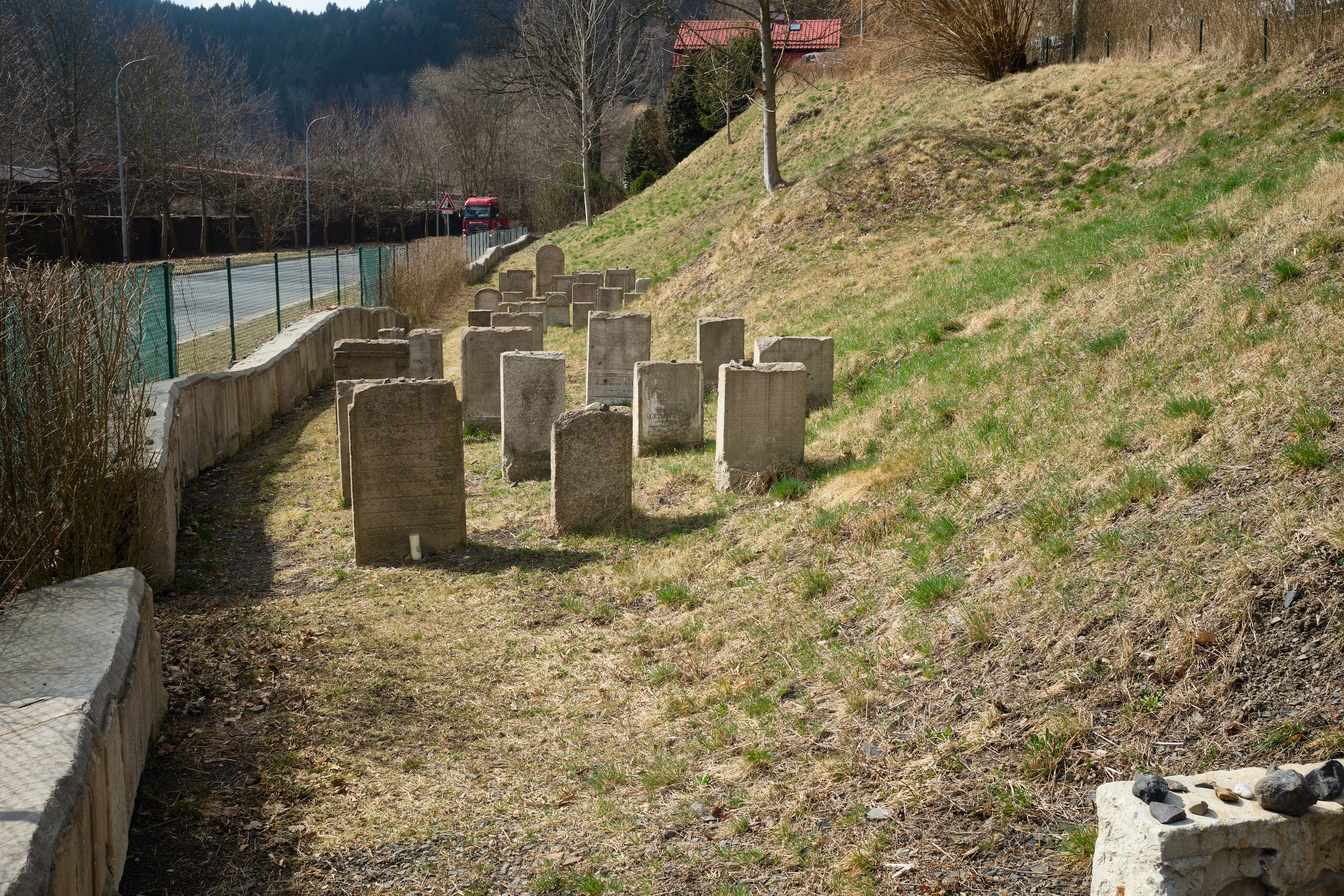
Volně stojící pískovcové náhrobky
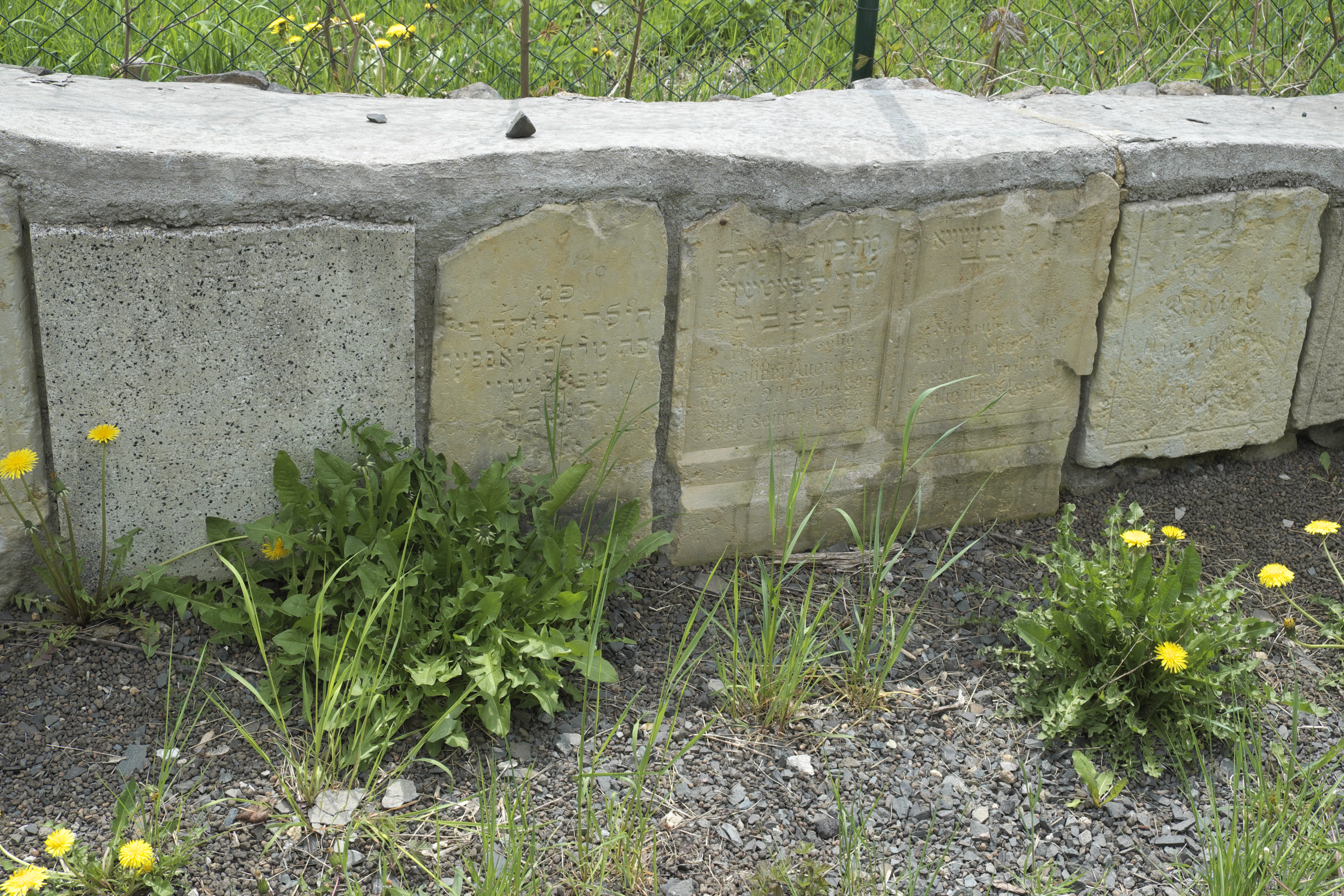
Náhrobky v ohradní zdi
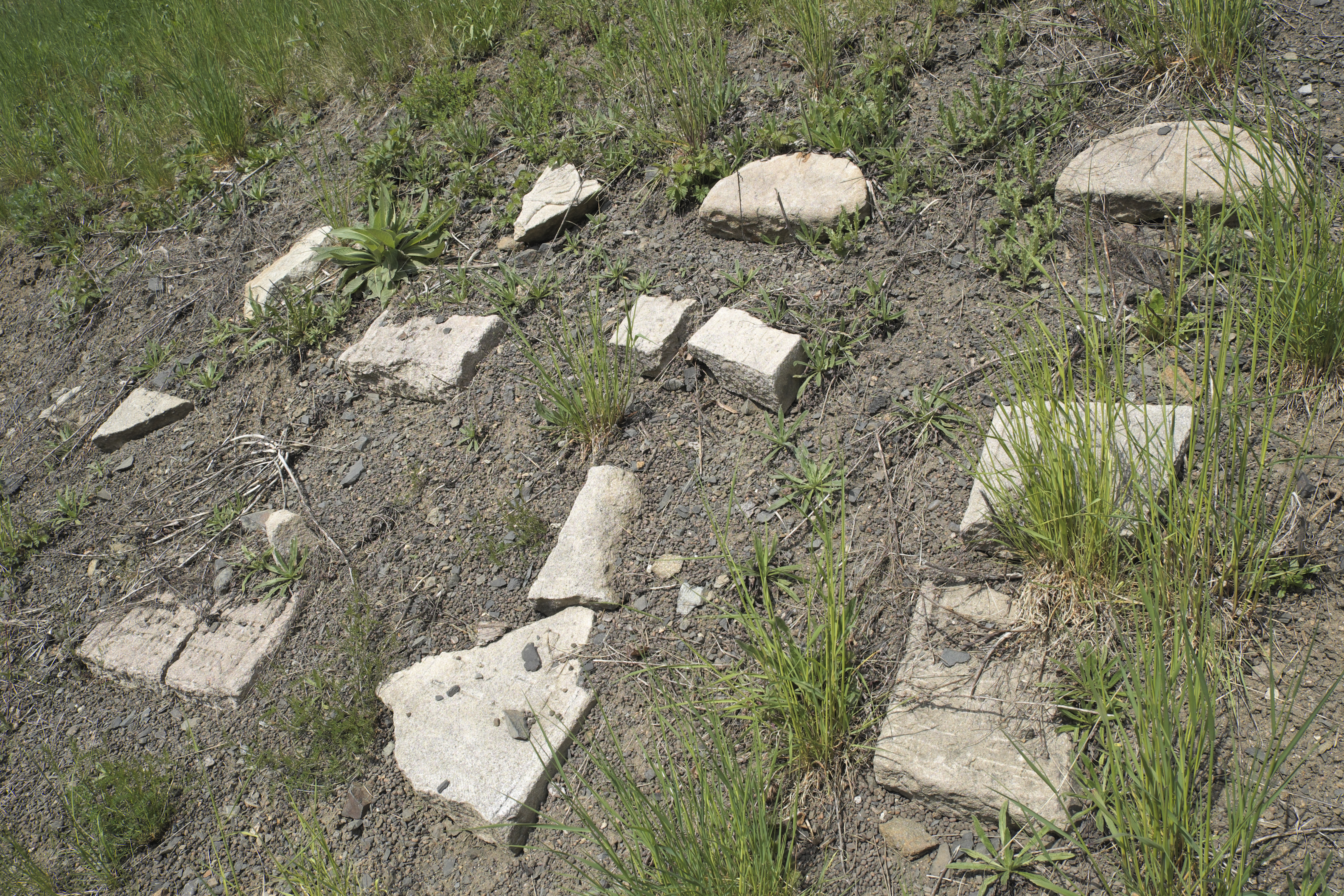
Fragmenty z poškozených náhrobků
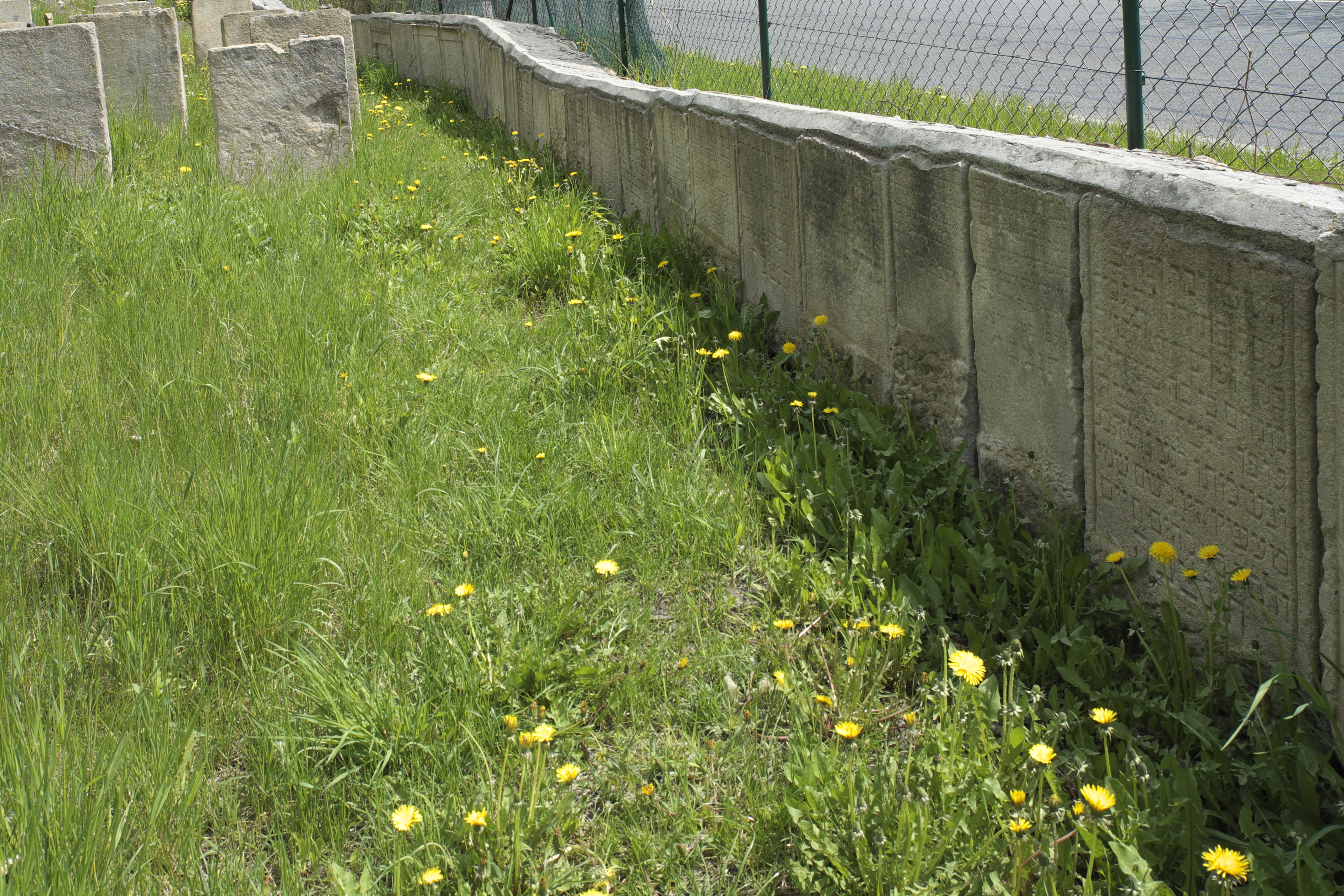
Ohradní zeď s náhrobky
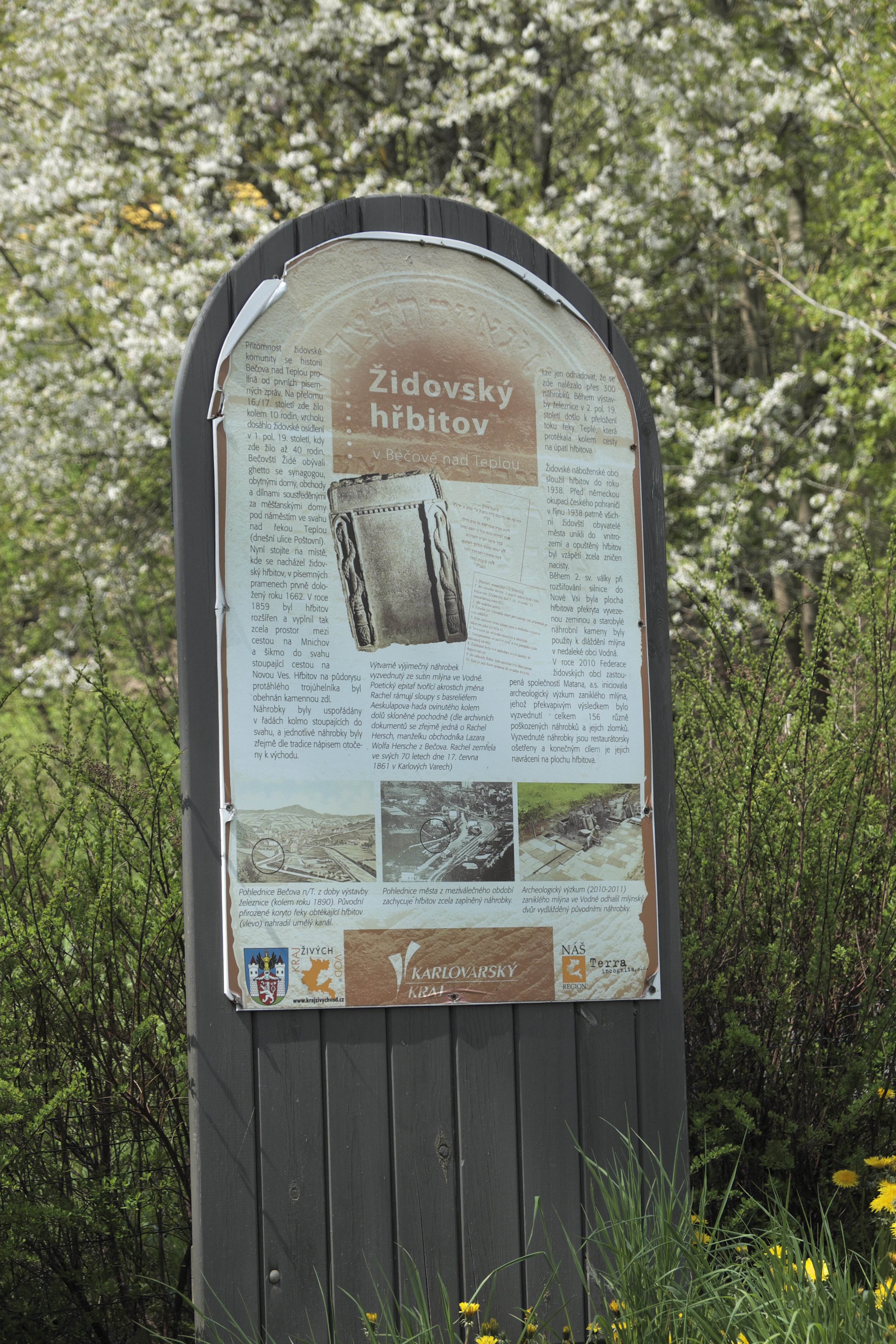
Informační tabule